# Patellapis merescens
Patellapis merescens är en biart som först beskrevs av Cockerell 1919.  Patellapis merescens ingår i släktet Patellapis och familjen vägbin. Inga underarter finns listade i Catalogue of Life.